# Vip (persoon)

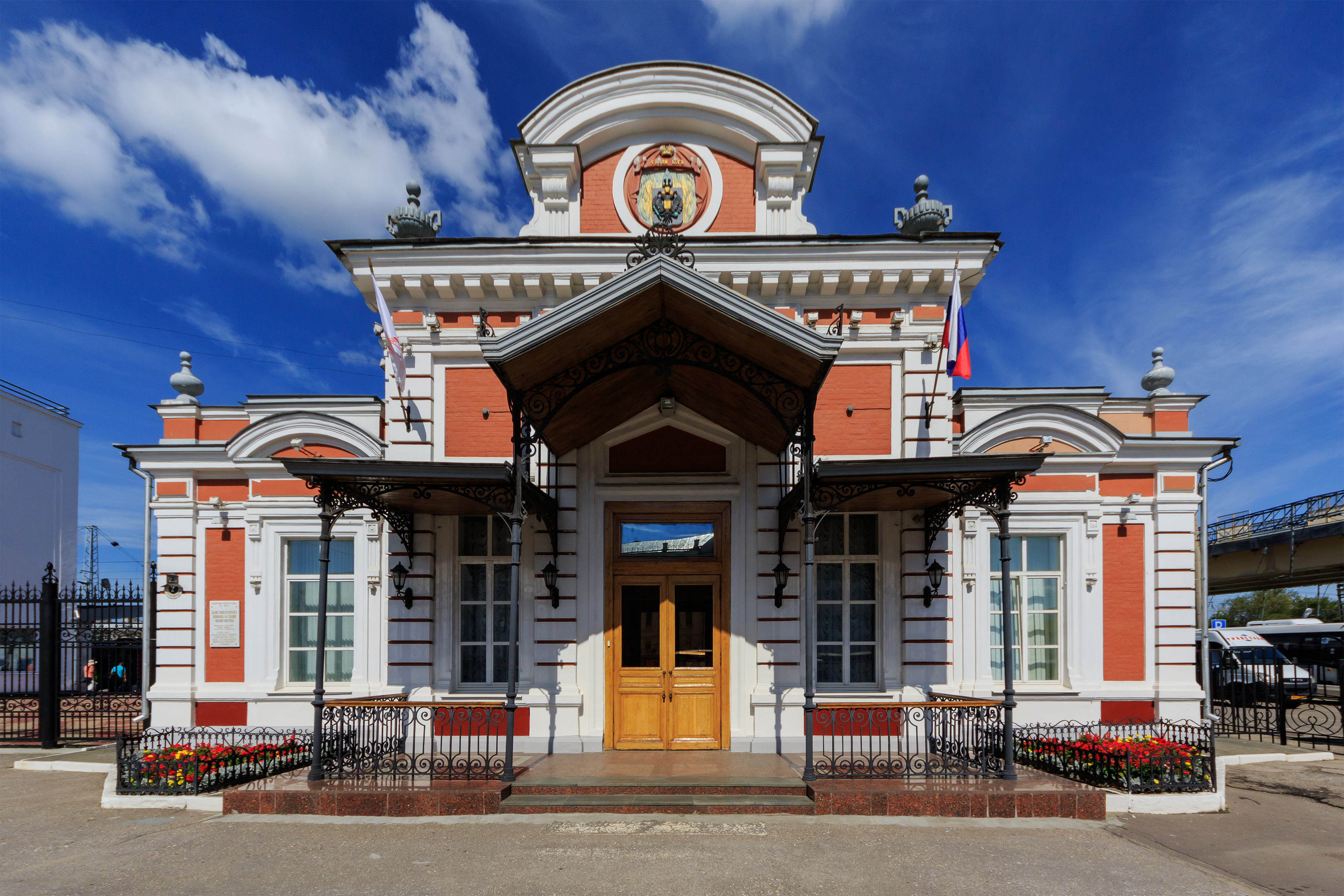
Wachtkamer voor belangrijke personen uit de tsarentijd op het station van
Nizjni Novgorod in Rusland

Het begrip vip staat voor very important person (zeer belangrijk persoon) en wordt vaak gebruikt om bijzondere of beroemde gasten mee aan te duiden.
Op feesten en andere manifestaties zijn er vaak speciale zones gereserveerd voor vips, waar het gewone publiek geen toegang heeft zodat de beroemdheden daar niet het gevaar lopen te worden lastiggevallen door opdringerige fans. Vips dragen daartoe vaak een speciaal herkenningsteken zodat de beveiligingsmedewerkers direct weten met wat voor soort persoon zij te maken hebben. De sponsoren van een manifestatie worden soms ontvangen in een speciale vip-lounge.

## Ontstaan
De term very important person is bekend geworden via de luchtvaart. De afkorting werd voor het eerst gebruikt in de gemeenschap van Russische emigranten in Parijs. In 1927 stond in een aldaar verschijnende Russische krant een advertentie voor een vliegtocht naar Londen voor "vesima imenitaya persona". De term zou grotere bekendheid hebben gekregen doordat de schrijfster Agatha Christie hem overnam in een van haar publicaties.